# Daniel Tyler
Daniel P. Tyler IV (7 janvier 1799 - 30 novembre 1882) est un fabricant d'acier, président de société de chemin de fer, et l'un des premiers généraux de l'armée de l'Union de la guerre de Sécession.

## Avant la guerre
Daniel P. Tyler IV naît à Brooklyn, Connecticut, fils de Daniel P. Tyler III (21 mai 1750 - 29 avril 1832), un vétéran de la bataille de Bunker Hill, et de Sarah Edwards Tyler (11 juillet 1761 - 25 avril 1841),.
Il est diplômé de l'académie militaire de West Point en 1819,. Il devient une autorité dans l'artillerie et un inspecteur honnête des armes auprès des contractants privés, ce qui ne semble pas l'avoir aidé à être promu.
Tyler démissionne de l'armée des États-Unis en mai 1834 et devient président d'une aciérie, développant des hauts fourneaux et des laminoirs. Il est le président de la Norwich and Worcester Railroad (en) et, pendant cinq ans, de la Macon and Western Railroad (en) en Géorgie,. Plus tard, Tyler est l'ingénieur superviseur de la Dauphin and Susquehanna Railroad et de la filiale Allentown Railroad (en), et en devient président et ingénieur lorsque celle-ci est réorganisée, devenant la Schuylkill and Susquehanna Railroad. Il remporte un plus grand succès dans l'industrie ferroviaire qu'il n'en a eu dans la fabrication de fonte.

## Guerre de Sécession
Au début de la guerre de Sécession, Tyler se porte volontaire pour être l'aide-de-camp du brigadier général Robert Patterson en avril 1861. Il sert brièvement en tant que colonel du 1st Connecticut Infantry. Il est nommé brigadier général dans la milice du Connecticut le 10 mai 1861 et commande une division dans l'armée de Virginie du Nord du brigadier général Irvin McDowell, avec laquelle il combat lors de la première bataille de Bull Run,. Tyler quitte le service actif le 11 août 1861,. Bien qu'on lui fasse porter une partie substantielle du désastre de l'Union de Bull Run, il est nommé au rang de brigadier général le 13 mars 1862,. Il est envoyé à l'ouest et commande une brigade de l'armée du Mississippi entre le 1er mai 1862 et le 22 juillet 1862 pendant le siège de Corinth,.
À la Bataille de Harpers Ferry, le 15 septembre 1862, la division de Tyler se rend aux forces du lieutenant général confédéré Thomas J. « Stonewall » Jackson. Les soldats de l'Union, qui seront libérés sur parole, sont envoyés au camp Douglas (en), qui est déjà utilisé comme camp de prisonniers de guerre pour les prisonniers confédérés de la bataille de fort Donelson, pour une détention temporaire. Selon les termes du cartel d'échange de prisonniers alors en vigueur, ils doivent attendre un échange formel avant de pouvoir quitter le camp. Ces 8 000 soldats de l'Union libérés sur parole commencent à arriver au camp Douglas le 28 septembre 1862 et Tyler prend temporairement le commandement du camp. Sous le commandement de Tyler, ces soldats de l'Union doivent vivre dans des conditions similaires à celles des prisonniers confédérés du fort Donelson. Dans les faits, les conditions sont pire parce que le camp est devenu insalubre, et encore plus délabré avec l'occupation des prisonniers. Les libérés sur parole doivent rester deux mois dans le camp. Tyler est relevé de son commandement le 20 novembre 1862. Plus tard, Tyler commande à Baltimore, à Harper's Ferry entre le 13 juin 1863 et le 3 juillet 1864, et finalement le district du Delaware entre le 3 juillet 1863 et le 19 janvier 1864,.

## Après la guerre
Tyler démission de l'armée de l'Union le 6 avril 1864, étant alors dépassé l'âge de la retraite de 65 ans, et part pour le New Jersey. Alors, dans les années 1870, il part pour l'Alabama et fonde la ville d'Anniston, du nom de belle-fille,. Il crée une aciérie et est président de la Mobile and Montgomery Railroad,. Il acquiert aussi une grande étendue de terre dans le comté de Guadalupe, Texas.
Daniel Tyler meurt alors qu'il visite New York le 30 novembre 1882,. Il est enterré dans le cimetière de Hillside, à Anniston, Alabama,.
La petite-fille de Tyler, Edith Carow Roosevelt deviendra plus tard first Lady des États-Unis après s'être mariée avec Theodore Roosevelt. Son neveu, Robert O. Tyler (en), est aussi un brigadier général de l'armée de l'Union.